# Matanza de Briševo
Al inicio de la Guerra de Bosnia, en el marco de la limpieza étnica contra los no-serbios que se desarrolló en la Krajina Bosnia, fundamentalmente los municipios de Prijedor, Sanski Most y Ključ, el 24 de julio de 1992, en Briševo, se cometió una masacre en la cual 68 civiles fueron muertos, algunos llevados detenidos y varias mujeres fueron violadas.
Briševo era un pueblo desarmado, sin actividad de combate en ese momento.  
Según el censo de 1991, la población local era de 405 personas, de las cuales 370 (91,36%) eran croatas. Su ubicación es en una zona de cerros boscosos, de escasa densidad poblacional, a 16 km al sur de la ciudad de Prijedor y a 3 km de la localidad de Ljubija, a la cual estaba integrada administrativamente en el momento de los hechos. 
Según el Tribunal Penal Internacional para la ex Yugoslavia durante el juicio que declaró culpable a Ratko Mladić del crimen de genocidio entre otros, consideró probado que en la madrugada del 24 de julio de 1992, el Ejército de la República Serbia de Bosnia y Herzegovina (luego redenominado Ejército de la Republika Srpska - VRS) atacó la aldea de Briševo, étnicamente bosnio-croata. La aldea fue bombardeada intensamente con armas de gran calibre. Durante el bombardeo, algunos aldeanos murieron debido a explosiones. En la noche del 25 de julio de 1992, el VRS, compuesto por miembros de la 6.ª Brigada de Infantería Sana y la 5.ª Brigada de Infantería Ligera, ingresó a Briševo, disparando y matando a muchos de los habitantes. Al menos 68 personas fueron asesinadas por estas fuerzas durante el ataque. De las víctimas, 14 eran mujeres y cuatro eran inválidas. De las 57 víctimas analizadas, como parte de las 68, cinco tenían menos de 18 años y 13 tenían más de 60. Del mismo grupo de víctimas, 18 fueron encontrados en ropa civil.
Asimismo, el Tribunal señaló que en los días 24 y 25 de julio de 1992, se incendiaron 68 casas y muchas otras resultaron dañadas o destruidas por los bombardeos. El 29 de julio de 1992, la iglesia católica en Briševo fue destruida. En los meses posteriores al ataque hasta noviembre de 1992, pequeños grupos de "Chetniks" regresaron a Briševo y destruyeron las casas restantes. De las 120 casas en Briševo, ninguna se salvó de la destrucción.
En cuanto a robos y saqueos, el Tribunal expresó que el 27 de mayo de 1992, durante el ataque a Briševo, los soldados saquearon varios artículos de las casas de la ciudad. El 25 de julio de 1992, grupos 'Chetniks' y soldados regulares, que tenían una estrella en sus cascos o un parche serbio de tres colores, es decir, rojo, azul y blanco, que transporta propiedades saqueadas en automóviles, camiones pequeños y carros. La propiedad saqueada incluyó automóviles, equipos agrícolas, incluidos tractores y equipos electrónicos como televisores y refrigeradores. Los grupos de Chetnik y los soldados regulares estuvieron involucrados en el saqueo. Después del ataque inicial, pequeños grupos de 'Chetniks', con distintivos distintivos y hielo por Drasko Topic, regresaron diariamente a Briševo para saquear hasta noviembre de 1992. También tomaron ganado.

## Ataque intimidatorio
Al inicio de la Guerra de Bosnia, la aldea era poblada por croatas. Existían algunas mujeres serbias casadas con integrantes de esa nacionalidad. Además de las mujeres, el único no croata que estaba en la aldea fue un maestro que no vivía allí pero trabajaba en la escuela primaria. Sin embargo, las relaciones interétnicas con los serbios eran buenas. Había actividades sociales y deportivas comunes. Todo esto duró hasta que comenzó la Guerra de Croacia. A partir de entonces, las relaciones fueron interrumpidas.
El 27 de mayo de 1992, Briševo fue atacada por los serbobosnios con fuego de morteros procedente de la dirección de Rasavci y Oštra Luka, dos pueblos predominantemente serbios más al este. Como consecuencia, se formó una delegación con pobladores locales que se trasladó a dichas aldeas vecinas de donde vinieron los disparos. Allí se les intimó que entreguen sus armas. 
Las armas fueron entregadas a miembros de la 6.ª Brigada del VRS en Rasavci. Estas eran escasas: cinco fusiles M-48 (con 80 municiones); un antiguo subfusil ametrallador ruso M-41 (con 72 municiones); un fusil  M-48; un AK-47; seis pistolas y cinco escopetas.
Durante este ataque con mortero, no hubo muertos ni pérdida de ganado ni casas destruidas.
A partir de entonces, la aldea quedó totalmente bloqueada por parte de las tropas serbias, impidiendo la salida de los residentes. No existieron tiroteos en Briševo después de este primer ataque, pero comenzaron a ocurrir excesos graves. Unos diez pobladores fueron arrestados y enviados al campo de concentración de "Keraterm" en Prijedor y luego al campo de concentración "Omarska". La mitad fue muerto.

## Matanza de los croatas
En julio de 1992, Briševo era un asentamiento desarmado y sin había actividad de combate. Alrededor de las 0330 del 24 de ese mes, tropas serbias comenzaron a atacar la aldea con fuego de morteros. El bombardeo duró hasta la noche procedente de cuatro lados: de Stanara en Oštra Luka; de Batkovci; de Redak; desde la dirección de Rasavci, en una altura llamada Dragisic Glavica. Los proyectiles de mortero cayeron sobre las casas y los residentes se escondieron en los sótanos.  Durante todo el ataque, la infantería serbia no entró a la aldea mientras que los pobladores que intentaron escapar de los proyectiles e ir a Gornja Ravska se vieron obligados por la misma infantería a regresar con fuego de armas automáticas. El bombardeo causó los primeros muertos.
Entre las cinco y seis de la tarde del 24, la infantería serbia comenzó a ingresar a la aldea desde dos direcciones. Miembros de la 6.ª Brigada de Krajina del VRS (5.º, 6.º y 8.º Batallones) avanzaron desde Stara Rijeka (al sur) y de la 5.ª Brigada de Infantería desde la dirección de Raljaš y Ljubija. A su avance mataron pobladores locales. Las tropas atacantes fueron apoyadas por milicias serbias de las aldeas próximas (Ljubija, Ljeskare y Miska Glava).
Al caer la noche, la infantería se detuvo pero los morteros continuaron disparando. El avance se retomó al día siguiente.
Alrededor de las 1900 del 25, las tropas se reunieron en una altura llamada Tíbet (Dizdari, 495 metros sobre el nivel del mar). Algunos de los civiles que se llevaron con ellos, pero no mataron, fueron enviados a Sanski Most.

## Hechos posteriores
La mayoría de las tropas serbias se replegaron la noche siguiente. Sin embargo, se mantuvieron grupos serbios que abrieron fuego en los días siguientes tan pronto como notaron el movimiento de los croatas tratando de enterrar a sus muertos, por lo que esas actividades se debía hacer en la noche o temprano en la mañana, cuando los soldados estaban borrachos. Los entierros comenzaron dos días después del ataque finalizando luego de un mes, demorados por los disparos o la proximidad de los serbios. El acuerdo entre los residentes sobrevivientes de Briševo fue que no abandonarían la aldea hasta que todos los muertos fueran sepultados.
Inicialmente, los hombres se refugiaron en los bosques aledaños y luego en Ljubija mientras que las mujeres y niños en una casa que había quedado en pie.
Con respecto a los daños a viviendas en la aldea, en los días del 24 y 25 de julio de 1992, se incendiaron y quemaron exactamente 68 viviendas. Después de la masacre, pequeños grupos de ladrones llegaron a Briševo, quienes robaron e incendiaron las casas restantes.
La iglesia católica de la aldea (44°53′22.27″ N - 16°37′6.46″ E) fue completamente quemada. El techo colapsó y la campana fue derribada. Solo quedaron las paredes hechas de piedra y hormigón.
Poco más de un mes después de la masacre se hizo la primera reunión en Stara Rijeka con las autoridades civiles serbias de la cual participó el obispo católico de Banja Luka y el representante de Caritas. El obispo prometió ayuda humanitaria y el delegado civil serbio que no serían atacados nuevamente. En un par de días, la ayuda humanitaria de Caritas llegó, pero los tiroteos no se detuvieron, el saqueo era frecuente y las casas ardían día a día.
La ayuda brindada por Cáritas a las aldeas habitadas por croatas (Briševo, Stara Rijeka, Donja Ravska, Šurkovac y Ljubija) era secuestrada por los serbios, dejando solo pequeñas cantidades.
Los pedidos a las autoridades civiles y religiosas era que gestionen la salida de los pobladores hacia Croacia. Lo mismo se planteó al representante de ACNIUR, sin resultado. Por las gestiones hechas a las autoridades civiles serbias, la población abandonó mayormente la aldea en noviembre de 1992 con la ayuda de UNPROFOR.

## Situación actual
Actualmente, la población no regresó a Briševo a excepción de pocas personas que reconstruyeron sus viviendas pero no las habitan. Según el censo de 2013 hay solo 4 habitantes, todos croatas.
La iglesia fue reparada. En 2019 las placas colocadas en el verano de ese año con el nombre de los asesinados fueron destruidas por desconocidos.